# 프라이스리스 (2006년 영화)
프라이스리스(Hors De Prix, Priceless)는 프랑스에서 제작된 피에르 살바도리 감독의 2006년 코미디 영화이다. 게드 엘마레 등이 주연으로 출연하였고 필립 마틴 등이 제작에 참여하였다.

## 출연

### 주연
- 게드 엘마레
- 오드리 토투

### 조연
- 마리-크리스틴 애덤
- 베르농 도브체프
- 자크 스피에저
- 클로딘 바쉣
- 로랑 클라렛
- 장 미셸 라미
- 귀욤 베르디에르